# Thyra Salomonsson
Thyra Salomonsson född 1925 i Björneborg, Värmlands län, död 1991, var en svensk tecknare, grafiker och illustratör.
Salomonsson har deltagit i ett antal av Dalslands Konstnärsförbunds utställningar bland annat på Liljevalchs Dalslands Konstnärsförbund 40 årsutställning 1975, Dalslands Konstförenings 50-årsjubileum på Åmåls konsthall och på Göteborgs konsthall 1985 samt Triennalen i Landskrona. Separat har hon ställt ut på ett flertal platser i landet.    
Hennes konst består av teckningar av landskap i grafik och svartkol och barn i olika tekniker. Hon illustrerade bland annat Erna Carlssons diktbok Motiv 1983. 
Hon tilldelades Åmåls kommuns Kulturstipendium 1980.
Salomonsson är representerad vid Borås konstmuseum, Älvsborgs, Skaraborgs och Värmlands läns landstings samlingar samt med ett grafiskt blad och en pastellmålning i Sävsjö Kommun.
Hon valdes in Dalslands Konstnärsförbund 1968.